# Deuxième cabinet fantôme de Harold Wilson
Heath Heath
Harold Wilson, du parti travailliste, forme son deuxième cabinet fantôme en tant que Leader de l'opposition officielle de Sa Majesté, après avoir perdu les élections générales de 1970 au profit du conservateur Edward Heath. En février 1974, son parti gagne de peu les élections. Wilson est alors obligé de former un gouvernement minoritaire, qui ne dure que jusqu'à une nouvelle élection en octobre de cette année. Après cette élection, Wilson forme un gouvernement majoritaire, connu sous le nom de gouvernement Wilson III.

## Liste du cabinet fantôme

### juin 1970
| Portefeuille                                                                    | Ministre de l'ombre | Mandat      |
| ------------------------------------------------------------------------------- | ------------------- | ----------- |
| Leader de la très loyale opposition de Sa Majesté Chef du Parti travailliste    | Harold Wilson       | 1970-1974   |
| Leader adjoint de l'opposition                                                  | Roy Jenkins         | 1970-1972   |
| Leader adjoint de l'opposition                                                  | Edward Short        | 1972 – 1974 |
| Chancelier de l'Échiquier du cabinet fantôme                                    | Roy Jenkins         | 1970 – 1972 |
| Chancelier de l'Échiquier du cabinet fantôme                                    | Denis Healey        | 1972 – 1974 |
| Secrétaire d'État des affaires étrangères et du Commonwealth du cabinet fantôme | Denis Healey        | 1970 – 1972 |
| Secrétaire d'État des affaires étrangères et du Commonwealth du cabinet fantôme | James Callaghan     | 1972 – 1974 |
| Secrétaire d'État à l'Intérieur du cabinet fantôme                              | James Callaghan     | 1970 – 1971 |
| Secrétaire d'État à l'Intérieur du cabinet fantôme                              | Shirley Williams    | 1971 – 1973 |
| Secrétaire d'État à l'Intérieur du cabinet fantôme                              | Roy Jenkins         | 1973 – 1974 |
| Secrétaire d'État à l'emploi du cabinet fantôme                                 | Barbara Castle      | 1970 – 1971 |
| Secrétaire d'État à l'emploi du cabinet fantôme                                 | James Callaghan     | 1971 – 1972 |
| Secrétaire d'État à l'emploi du cabinet fantôme                                 | Reg Prentice        | 1972 – 1974 |
| Leader fantôme de la Chambre des communes                                       | Fred Peart          | 1970 – 1971 |
| Leader fantôme de la Chambre des communes                                       | Michael Foot        | 1971 – 1972 |
| Leader fantôme de la Chambre des communes                                       | Edward Short        | 1972 – 1974 |
| Secrétaire d'État de l'éducation et de la science du cabinet fantôme            | Edward Short        | 1970 – 1972 |
| Secrétaire d'État de l'éducation et de la science du cabinet fantôme            | Inconnu             | 1972 – 1973 |
| Secrétaire d'État de l'éducation et de la science du cabinet fantôme            | Roy Hattersley      | 1973 – 1974 |
| Secrétaire d'État de l'industrie du cabinet fantôme                             | Tony Benn           | 1970 – 1972 |
| Secrétaire d'État de l'industrie du cabinet fantôme                             | Harold Lever        | 1972 – 1974 |
| Secrétaire d'État à l'Environnement du cabinet fantôme                          | Anthony Crosland    | 1970 – 1974 |
| Secrétaire d'État à la Défense du cabinet fantôme                               | George Thomson      | 1970 – 1972 |
| Secrétaire d'État à la Défense du cabinet fantôme                               | Fred Peart          | 1972 – 1974 |
| Secrétaire d'État à la Santé du cabinet fantôme                                 | Shirley Williams    | 1970 – 1971 |
| Secrétaire d'État à la Santé du cabinet fantôme                                 | Barbara Castle      | 1971 – 1972 |
| Secrétaire d'État à la Santé du cabinet fantôme                                 | John Silkin         | 1972 - 1974 |
| Secrétaire d'État pour l'Écosse du cabinet fantôme                              | Willie Ross         | 1970 – 1974 |
| Secrétaire d'État pour l'Irlande du Nord du cabinet fantôme                     | Merlyn Rees         | 1972 – 1974 |
| Leader de l'opposition à la Chambre des lords                                   | Edward Shackleton   | 1970 – 1974 |
| Chief Whip de l'opposition à la Chambre des communes                            | Bob Mellish         | 1970 – 1974 |
| Ministre de l'agriculture, de la pêche et de l'alimentation du cabinet fantôme  | Cledwyn Hughes      | 1970 – 1971 |
| Ministre de l'énergie du cabinet fantôme                                        | Michael Foot        | 1970 – 1971 |
| Ministre de l'Europe du cabinet fantôme                                         | Harold Lever        | 1970 – 1971 |
| Ministre de l'Europe du cabinet fantôme                                         | Peter Shore         | 1971 – 1972 |
| Ministre de l'Europe du cabinet fantôme                                         | Michael Foot        | 1972 – 1974 |

### Changement

#### 1971
- James Callaghan remplace Barbara Castle au poste de secrétaire d'État à l'Emploi du cabinet fantôme
- Barbara Castle remplace Shirley Williams au poste de secrétaire d'État de la Santé et des Services sociaux du cabinet fantôme
- Shirley Williams remplace James Callaghan au poste de secrétaire d'État du ministère de l'Intérieur du cabinet fantôme
- Michael Foot remplace Fred Peart au poste de Leader de la Chambre des communes
- Fred Peart remplace Cledwyn Hughes au poste de ministre de l'agriculture, de la pêche et de l'alimentation du cabinet fantôme
- Peter Shore rejoint le cabinet fantôme en tant que ministre de l'Europe

#### 1972
- Reg Prentice rejoint le cabinet fantôme, remplaçant James Callaghan au poste de secrétaire à l'emploi du cabinet fantôme
- James Callaghan remplace Denis Healey au poste de secrétaire aux Affaires étrangères du cabinet fantôme
- Denis Healey remplace Roy Jenkins au poste de chancelier du cabinet fantôme
- Fred Peart remplace George Thomson au poste de secrétaire à la Défense du cabinet fantôme
- Edward Short remplace Roy Jenkins en tant que Leader adjoint de l'opposition et occupe le poste précédent de Fred Peart, Leader de la Chambre des communes
- Roy Jenkins quitte le cabinet fantôme
- Michael Foot remplace Peter Shore au poste de ministre de l'Europe du cabinet fantôme
- Harold Lever remplace Tony Benn au poste de secrétaire du commerce et de l'industrie du cabinet fantôme
- Merlyn Rees rejoint le cabinet fantôme avec un poste nouvellement créé: Secrétaire d'État pour l'Irlande du Nord du cabinet fantôme
- Barbara Castle quitte le cabinet fantôme

#### 1973
- Roy Jenkins revient dans le cabinet fantôme, remplaçant Shirley Williams au poste de secrétaire à l'Intérieur fantôme
- Shirley Williams occupe le poste nouvellement créé de secrétaire d'État du chargé des prix et de la protection des consommateurs du cabinet fantôme